# Svetlana Nagueïkina
Svetlana Viatcheslavovna Nagueïkina (russe : Светлана Вячеславовна Нагейкина), née le 2 février 1965 à Tambov, est une skieuse de fond ayant évolué sous les couleurs de l'Union soviétique, de la Russie et de la Biélorussie.
Elle remporte le titre olympique du relais 4 × 5 km aux Jeux olympiques de 1988 à Calgary.
Elle décide de concourir pour la Biélorussie au début des années 2000.

## Carrière

### Coupe du monde
- Meilleur classement final : 4e en 1990.
  - 18 podiums en épreuve individuelle, dont 1 victoire.
  - 11 podiums en épreuve par équipes, dont 6 victoires.

#### Victoires
| Date            | Lieu   | pays        | Compétition |
| --------------- | ------ | ----------- | ----------- |
| 25 février 1990 | Bohinj | Yougoslavie | 10km TC     |

Légende :

TC = classique

TL = libre

MS = départ en masse

HS = départ avec handicap

PU = poursuite